# Sofia Thøgersen
Sofia Thøgersen (6 luglio 2005) è una mezzofondista e ostacolista danese.

## Biografia
Ha iniziato a praticare atletica leggera all'età di 6 anni.

## Record nazionali
Seniores
- 1500 metri piani: 4'05"34 ( Budapest, 19 agosto 2023)
- Miglio pista corta: 4'29"31 ( Ostrava, 30 gennaio 2024)
- 3000 metri piani pista corta: 8'50"26 ( Metz, 3 febbraio 2024)

## Progressione

### 800 metri piani
| Stagione | Misura     | Luogo     | Data      | Rank. Mond. |
| -------- | ---------- | --------- | --------- | ----------- |
| 2024     | 2'06"55(i) | Bærum     | 11-2-2024 |             |
| 2023     | 2'03"23    | Treviri   | 8-9-2023  |             |
| 2022     | 2'11"86    | Odense    | 3-9-2022  |             |
| 2021     | 2'14"43(i) | Odense    | 23-1-2021 |             |
| 2020     |            |           |           |             |
| 2019     | 2'16"93    | Helsingør | 16-6-2019 |             |

### 1500 metri piani
| Stagione | Misura     | Luogo        | Data      | Rank. Mond. |
| -------- | ---------- | ------------ | --------- | ----------- |
| 2024     | 4'12"95(i) | Ostrava      | 30-1-2024 |             |
| 2023     | 4'05"34    | Budapest     | 19-8-2023 |             |
| 2022     | 4'16"60    | Loughborough | 27-8-2022 |             |
| 2021     | 4'19"55    | Mannheim     | 3-7-2021  |             |
| 2020     | 4'34"78(i) | Skive        | 1-3-2020  |             |
| 2019     | 4'43"14    | Copenaghen   | 18-6-2019 |             |
| 2018     | 4'45"46    | Helsingborg  | 7-7-2018  |             |
| 2017     | 4'58"42    | Copenaghen   | 20-6-2017 |             |

### 3000 metri piani
| Stagione | Misura     | Luogo      | Data      | Rank. Mond. |
| -------- | ---------- | ---------- | --------- | ----------- |
| 2024     | 8'50"26(i) | Metz       | 3-2-2024  |             |
| 2023     | 8'53"39    | Copenaghen | 7-6-2023  |             |
| 2022     | 9'16"09(i) | Uppsala    | 13-2-2022 |             |
| 2021     | 9'16"43    | Tallinn    | 17-7-2021 |             |
| 2020     | 9'54"75(i) | Skive      | 29-2-2020 |             |
| 2019     | 9'57"40    | Aalborg    | 14-9-2019 |             |
| 2018     | 10'28"79   | Ballerup   | 22-9-2018 |             |
| 2017     | 10'21"12   | Copenaghen | 23-9-2017 |             |

## Palmarès
| Anno | Manifestazione   | Sede          | Evento       | Risultato | Prestazione | Note                                            |
| ---- | ---------------- | ------------- | ------------ | --------- | ----------- | ----------------------------------------------- |
| 2021 | Europei U20      | Tallinn       | 1500 m piani | Argento   | 9'16"43     | Miglior prestazione europea stagionale under 18 |
| 2021 | Europei di cross | Dublino       | Corsa U20    | 15ª       | 14'02"      |                                                 |
| 2022 | Europei U18      | Gerusalemme   | 1500 m piani | Oro       | 9'20"56     |                                                 |
| 2022 | Europei U18      | Gerusalemme   | 2000 m sipei | Bronzo    | 6'29"68     | Miglior prestazione personale stagionale        |
| 2022 | Europei di cross | Venaria Reale | Corsa U20    | 25ª       | 13'57"      |                                                 |
| 2023 | Europei U20      | Gerusalemme   | 1500 m piani | Argento   | 4'17"08     |                                                 |
| 2023 | Europei U20      | Gerusalemme   | 5000 m piani | Bronzo    | 15'53"08    |                                                 |
| 2023 | Mondiali         | Budapest      | 1500 m piani | Batteria  | 4'05"34     | [ 2 ]                                           |
| 2023 | Europei di cross | Bruxelles     | Corsa U20    | Argento   | 18'38"      |                                                 |
| 2024 | Mondiali indoor  | Glasgow       | 1500 m piani | Batteria  | 4'16"06     | [ 2 ]                                           |
| 2024 | Mondiali U20     | Lima          | 5000 m piani | 5ª        | 8'59"85     |                                                 |
| 2024 | Europei di cross | Adalia        | Corsa U20    | Bronzo    | 16'03"      | [ 3 ]                                           |
| 2025 | Europei indoor   | Apeldoorn     | 1500 m piani | Batteria  | 4'14"02     |                                                 |

## Campionati nazionali
- 4 volte campionessa nazionale danese dei 1500 metri piani (2021, 2022, 2023, 2024)
- 2 volte campionessa nazionale danese indoor dei 1500 metri piani (2022, 2023)
- 2 volte campionessa nazionale danese indoor dei 3000 metri piani (2022, 2023)
- 1 volta campionessa nazionale danese indoor degli 800 metri piani (2024)
- 1 volta campionessa nazionale danese della corsa campestre (2024)

2021
- 4ª ai campionati danesi indoor (Odense), 1500 m piani - 4'28"17
- Argento ai campionati danesi indoor (Odense), 3000 m piani - 9'28"55
- Oro ai campionati danesi (Odense), 1500 m piani - 4'22"03

2022
- Oro ai campionati danesi indoor (Skive), 1500 m piani - 4'24"33
- Oro ai campionati danesi indoor (Skive), 3000 m piani - 9'17"33
- Oro ai campionati danesi (Aalborg), 1500 m piani - 4'19"75

2023
- Oro ai campionati danesi indoor (Randers), 1500 m piani - 4'29"53
- Oro ai campionati danesi indoor (Randers), 3000 m piani - 9'10"01
- Oro ai campionati danesi (Aalborg), 1500 m piani - 4'17"16

2024
- Oro ai campionati danesi indoor (Odense), 800 m piani - 2'07"99
- Oro ai campionati danesi (Hvidovre), 1500 m piani - 4'21"22
- Oro ai campionati danesi (Tusindssårskoven), corsa campestre - 27'23"

## Altre competizioni internazionali
2023
- 5ª ai Campionati europei a squadre, ( Chorzów), 1500 m piani - 4'11"08